# Maria da Silva
Maria da Silva (ur. 17 sierpnia 1990) – brazylijska lekkoatletka specjalizująca się w rzucie oszczepem. 
W 2012 zdobyła srebrny medal młodzieżowych mistrzostw Ameryki Południowej. 
Rekord życiowy: 52,03 (10 sierpnia 2014, Belém).

## Osiągnięcia
| Rok  | Impreza                                     | Miejsce   | Pozycja    | Wynik |
| ---- | ------------------------------------------- | --------- | ---------- | ----- |
| 2012 | Młodzieżowe mistrzostwa Ameryki Południowej | São Paulo | 2. miejsce | 49,07 |